# Plebiscyt Przeglądu Sportowego 1963
29. Plebiscyt Przeglądu Sportowego na najlepszego sportowca Polski zorganizowano w 1963 roku.

## Wyniki
1. Ryszard Parulski - szermierka (273 854 pkt.)
2. Józef Szmidt - lekkoatletyka (234 803)
3. Marian Zieliński - podnoszenie ciężarów (232 188)
4. Edward Makula - szybownictwo (198 326)
5. Zbigniew Pietrzykowski - boks (181 649)
6. Jerzy Pawłowski - szermierka (167 559)
7. Janusz Sidło - lekkoatletyka (138 870)
8. Andrzej Badeński - lekkoatletyka (81 207)
9. Jerzy Kulej - boks (54 642)
10. Maria Piątkowska - lekkoatletyka (54 062)